# Vesperus nigellus
Vesperus nigellus är en skalbaggsart som beskrevs av Compte 1963. Vesperus nigellus ingår i släktet Vesperus och familjen långhorningar. Inga underarter finns listade i Catalogue of Life.